# Мастіно II делла Скала
Мастіно II делла Скала (*Mastino II della Scala, 1308  —3 червня 1351) — синьйор Верони у 1329—1351 роках.

## Життєпис
Походив з династії Скалігери. Син Альбойно I, синьйора Верони, та Беатріче ді Корреджіо. Народився у 1308 році в Вероні. Освіту здобув при дворі свого стрийко Кангранде I. У 1328 році останній пошлюбив Мастіно з представницею впливового падуанського роду Каррара.
У 1329 році після смерті Кангранде I успадкував владу на усіма володіннями Скалігери, розділивши її з братом Альберто II. Мастіно II виявився більш енергійним в справі продовження політики попередників щодо розширення володінь. Брата, який тяжів до розкошів та гультяйства, він призначив подестою Падуї.
Слідом за цим розпочав підготовку до підкорення Північної Італії. Основи для цього були закладені батьком та стрийками Мастіно II: за багатством він був другий в Європі, мав значне військо, союз з Каринтією та Тиролем, а також родом Віттельсбахів. Крім того, були встановлені дружні відносини з Венеціанською республікою.

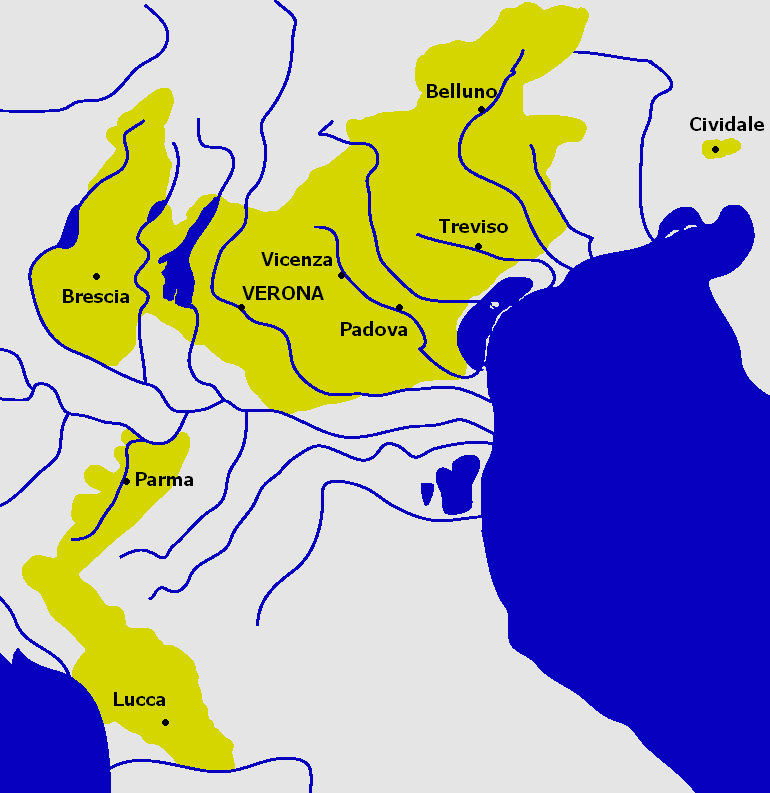
Володіння Мастіно II на 1337 рік

Вичекачивши, коли війська Яна Люксембурга, короля Богемії у 1330 році залишив Брешію, Мастіно II за підтримки місцевих гібелінів перейшов у наступ. Завдяки цьому війська Скалігери вдалося швидко захопити Брешію і Бергамо — 1332 року, Парму та Лукку — 1335 року. Водночас надав допомогу Лодрісіо Вісконті для захоплення Мілану (в обмін на міланські землі).
Успіхи Мастіно II призвели до створення протягом 1335—1336 років Антиверонської ліги з Флоренції, Мілану, Феррари, Венеції, Перуджі, Мантуї, Папської держави, Сієни та Болоньї. Втім спочатку війська Скалігери вміло чинили спротив ворогам. У 1338 році скориставшись незадрним управлінням Падуї Альберто II проти нього влаштовано змову аристократами Каррара та Венецією, в результаті чого Падую було втрачено для Мастіно II. Ненависть до Мастіно II посилилася після вбивства ним Бартоломео делла Скала, єпископа Верони. за це відлучено від церкви папою римським Бенедиктом XII.
У 1339 році у рішучій битві при Парабіаго війська синьойора Верони зазнало нищівної поразки. Невдовзі після цього за посередництва імператора Людовіка IV Віттельсбаха було укладено мирну угоду 24 січня в Венеції, за якою за Мастіно II залишено Верону, Віченцу, Парму і Лукку, а усі інші землі Скалігери були розділено між членами Антиверонської ліги: Падуя, Бассаон і Молісе — роду Каррара, Тревізо і Кастельфранко — Венеції, Брешию і Бергамо — Мілану. також синьйор Верони сплатив Венеції 10 тис. гульденів.
Після цього Мастіно II зосередив увагу на відродженні економічної та військової міці Верони. У 1341 році війська Мілану, Неаполя і Флоренції відняли у Верони Парму, яку передали роду Корреджі. Того ж року, не маючи змоги утримати лукку, Мастіно II вирішив продати Лукку Флорентійській республіці.
Після цього не наважився на активну зовнішню політику до самої смерті у 1351 році. Владу успадкував брат Альберто II.

## Родина
Дружина — Таддеа, донька Якопо I Каррара, синьойора Падуї
Діти:
- Верде (д/н-1394), дружина Нікколо II д'Есте, маркіза Феррари
- Кангранде (1332—1359)
- Беатріче Регіна (1333—1384), дружина Бернабо Вісконті, синьйора Мілану
- Кансіньоріо (1340—1375)
- Паоло Альбойно (1343—1375)
- Катерина
- Альталуно

5 бастардів